# Лексінгтон (Огайо)
Лексінгтон (англ. Lexington) — селище (англ. village) в США, в окрузі Ричленд штату Огайо. Населення — 4848 осіб (2020).

## Географія
Лексінгтон розташований за координатами 40°40′51″ пн. ш. 82°34′33″ зх. д. / 40.68083° пн. ш. 82.57583° зх. д. (40.680942, -82.575956).  За даними Бюро перепису населення США в 2010 році селище мало площу 9,88 км², з яких 9,87 км² — суходіл та 0,01 км² — водойми.

## Демографія
Згідно з переписом 2010 року, у селищі мешкали 4822 особи в 1970 домогосподарствах у складі 1366 родин. Густота населення становила 488 осіб/км².  Було 2092 помешкання (212/км²).
Расовий склад населення:
| - 96,3 % — білих - 1,2 % — чорних або афроамериканців - 1,0 % — азіатів - 0,2 % — корінних американців |

До двох чи більше рас належало 1,2 %. Частка іспаномовних становила 1,2 % від усіх жителів.
За віковим діапазоном населення розподілялося таким чином: 25,0 % — особи молодші 18 років, 60,1 % — особи у віці 18—64 років, 14,9 % — особи у віці 65 років та старші. Медіана віку мешканця становила 39,9 року. На 100 осіб жіночої статі у селищі припадало 90,9 чоловіків;  на 100 жінок у віці від 18 років та старших — 86,1 чоловіків також старших 18 років.
Середній дохід на одне домашнє господарство  становив 63 353 долари США (медіана — 51 310), а середній дохід на одну сім'ю — 77 318 доларів (медіана — 73 892). Медіана доходів становила 55 127 доларів для чоловіків та 33 665 доларів для жінок. За межею бідності перебувало 12,8 % осіб, у тому числі 24,1 % дітей у віці до 18 років та 2,3 % осіб у віці 65 років та старших.
Цивільне працевлаштоване населення становило 2601 осіб. Основні галузі зайнятості: освіта, охорона здоров'я та соціальна допомога — 27,3 %, роздрібна торгівля — 15,1 %, виробництво — 12,1 %.